# Мулан (фільм, 1998)
«Мулан» (англ. Mulan) — повнометражний анімаційний фільм, що вийшов 19 червня 1998 року на студії Walt Disney Pictures. Це тридцять шостий за рахунком анімаційний фільм серед усіх, що вийшли на студії. В основу фільму покладена середньовічна китайська поема про Хуа Мулань, жінку, яка вступила до лав армії. Мультфільм був першим з трьох, створених на студії Disney-MGM Studios в Орландо, Флорида. Режисери — Тоні Бенкрофт і Баррі Кук. Цей фільм є частиною «відродження» диснеївських фільмів, що почався у 1989 р.
За технічними характеристиками, це перший мультфільм Діснея, де застосувався звук DTS 5.1 і SDDS 7.1.

## Сюжет
Кочівники-гуни нападають на Китай й імператор оголошує загальну мобілізацію — кожна сім'я повинна надати одного солдата до діючої армії.
У сім'ї молодої дівчини Мулан єдиним чоловіком є її батько Фа Зу. Сама Мулан через випадковий збіг обставин зазнає невдачі на прийомі у свахи, внаслідок чого сваха заявляє, що Мулан ніколи не принесе пошани в родину як наречена. Радник імператора, Чі Фу, приїжджає з вістю про мобілізацію до армії. Батько Мулан, який раніше воював, старий і хворий, але йому доводиться взяти повістку. Мулан вночі потай від рідних, переодягнувшись у чоловічий одяг, сама їде воювати з ворогами батьківщини.
Духи предків обговорюють порятунок Мулан. Вони доручають дракончику Мушу розбудити Великого Кам'яного Дракона. Однак він не впорався з дорученням і, обдуривши інших, сам вирушає слідом за Мулан з метою допомогти їй у службі.
Генерал Лі дає своєму синові Лі Шанг три тижні, щоб підготувати бійців до боїв. Попри те, що у капітана це виходить, Чі Фу не хоче відправляти солдатів у бій. Мушу обманом вручає Чі Фу повідомлення нібито від генерала, і бійці виступають до перевалу Тань-Шао. Приїхавши, вони бачать тільки спалені будівлі та мертву армію з жителями села. Капітан вирішує перешкодити гунам і вони вирушають слідом за ними.
Під час походу Мушу випадково підпалює снаряд, внаслідок чого загін помічають гуни. Починається битва. Коли залишається останній снаряд, Мулан кидається вперед — до гунів, які рухалися на зустріч — щоб влаштувати обвал. Загін рятується, вороже військо гине в лавині, Мулан рятує Шанга від загибелі, але отримує поранення. Лікар оглядає її, внаслідок чого таємниця Мулан розкривається. Хоча за законом Шанг повинен стратити Мулан за зраду, він зберігає їй життя, повертаючи таким чином борг за порятунок свого життя, і залишає на перевалі.
Через деякий час Мулан бачить, як гуни вибираються з-під снігу, та їде до Імператорської Столиці, щоб попередити Шанга та інших. Їй ніхто не вірить, вона намагається знайти кого-небудь, хто до неї прислухається, але виявляється запізно. Гуни захоплюють палац і беруть у заручники імператора. Солдати Яо, Ч'єн-По і Лінг переодягаються у наложниць. Разом з Мулан і Шангом вони хитрістю перемагають гунів і рятують імператора.
Після поразки Шань-Ю вирішує вбити капітана Шанга, але Мулан зупиняє його, показавши, що вона — солдат на гірському перевалі, який викликав лавину. У люті Шань-Ю намагається наздогнати Мулан і вразити її мечем. Заманивши Шань-Ю на дах, Мулан за допомогою підготовленої Мушу ракети перемагає його і влаштовує ілюмінацію. Імператор нагороджує дівчину медаллю і віддає їй меч Шань-Ю як трофей. Мулан повертається додому, а Мушу знову стає хранителем сімейства.
Незабаром до Мулан приїздить Шанг. Він зізнається їй у коханні.

## Персонажі
- Фа Мулан (англ. Fa Mulan) — головна героїня мультфільму. Спритна, кмітлива дівчина. Пішла на війну замість свого батька.
- Фа Зу (англ. Fa Zhou) — батько Мулан, досвідчений воїн. Готовий знову йти битися, попри те, що був важко поранений і досі шкутильгає. Любить свою дочку і підтримує її після невдачі у свахи.
- Фа Сенха — бабуся Мулан. Добра, жвава, стара жінка, дуже любить онуку.
- Фа Лі (англ. Fa Li) — мати Мулан. Покірна дружина Фа Зу. Хвилюється за чоловіка, але відмовляти його їхати до армії не наважується.
- Сваха — жінка з крутим характером. Забракувала Мулан як наречену.
- Мушу — маленький дракон, колись був одним із хранителів сімейства Фа, але не впорався із своєю роботою(через нього пращур Фа Денг був убитий через відсікання голови) і був звільнений. Мріє повернутися на колишню посаду, тому всіляко допомагає Мулан прославитися.
- Кри-Кі (англ. Cri-Kee) — цвіркун. За повір'ям, повинен приносити вдачу, але насправді завдає більше клопоту. Його дала Мулан бабуся перед походом до свахи як талісман.
- Лі Шанг (англ. Li Shang) — молодий офіцер, якому доручено навчати новобранців, серед яких була й Мулан. Усіма силами намагається довести, що отримав цю посаду не тому, що його батько знаменитий генерал.
- Чі Фу (англ. Chi Fu) — радник імператора. Людина боязка. Наполягав на страті Мулан, коли її викрили. Боїться втратити своє місце в імператорській раді.
- Шань Ю (англ. Shan-Yu) — ватажок армії гунів, які вторглися до Китаю. Головний лиходій фільму.
- Імператор — мудрий і справедливий правитель. Зберіг гідність і витримку, навіть коли його палац був захоплений гунами.
- Яо (англ. Yao) — маленький, кремезний солдат з синцем на лівому оці. Має досить сварливий характер і любить називати себе «цар гори».
- Лінг (англ. Ling) — худий і високий солдат з дещо завищеною самооцінкою. Любить пожартувати над іншими, побитися і похвалитися.
- Ч'єн По (англ. Chien-Po) — величезний солдат-товстун. Дуже добродушний. Вірянин-буддист. Бійки вирішує шляхом співу буддійских молитов.

## Сприйняття
Rotten Tomatoes дав фільму рейтинг схвалення 86% на основі 86 рецензій із середньою оцінкою 7,5/10. 2009 року Rotten Tomatoes поставив його на сімнадцяте місце серед п'ятдесяти канонічних анімаційних фільмів Діснея. На Metacritic фільм отримав 72 бали зі 100 на основі 24 критиків, що вказує на «загалом схвальні відгуки». Глядачі, опитані CinemaScore, дали фільму рідкісну оцінку «A+».
"Мулан" славиться не лише за анімацію, а й за музичний супровід. Пісні, такі як "Reflection" та "I'll Make a Man Out of You", стали хітами та надихнули на створення численних каверів.
Фільм акцентує на ролі сильної жінки, яка виходить за межі традиційних обов'язків, що сприяло підняттю теми гендерної рівності в анімаційному кіно. Деякі сцени стали знаковими для цього фільму. Так, у сцені, де Мулан інкогніто приєднується до армії, глядачі вражені не лише її сміливістю, але й тим, як вперше видається справжнє "я" героїні. В епічних сценах битв Мулан доводить свою військову майстерність та рішучість.
Втім, частина оглялачі залишилися незадоволеними. Джин Сіскел з Chicago Tribune описав фільм як «велике розчарування в порівнянні з іншими недавніми фільмами студії про героїню, яка шукає незалежності». Крім того, він критикував характер Мулан у порівнянні з Аріель і Белль і стверджував, що «дизайн фільму не використовує натхнення класичних китайських художників, а пісні не запам’ятовуються».
Цей фільм також став предметом коментарів феміністських критиків, у відповідь Пем Коутс, продюсер фільму «Мулан», сказала, що фільм має на меті представити персонажа, який демонструє як чоловічий, так і жіночий вплив, будучи як фізично, так і розумово сильним.

## Український дубляж
Фільм дубльовано студією «Le Doyen» на замовлення компанії «Disney Character Voices International» у 2017 році.
- Режисер дубляжу — Ольга Фокіна
- Перекладач — Надія Бойван
- Перекладач пісень — Ілля Чернілевський
- Музичний керівник — Тетяна Піроженко
- Звукорежисер — Віктор Алферов

| Персонаж (оригінальне ім'я) | Оригінальне озвучення                           | Український дубляж |
| --------------------------- | ----------------------------------------------- | --- |
| Мулан                       | Ming-Na Wen (діалоги) Lea Salonga (співи)       | Інна Бєлікова (діалоги) Світлана Заря (співи)                                                                             |
| Лі Шанґ                     | Бредлі Вонг (діалоги) Donny Osmond (співи)      | Дмитро Чернов (діалоги) Кирило Каплуновський (співи)                                                                      |
| Мушу                        | Eddie Murphy                                    | Юрій Ребрик |
| Шан-Ю                       | Miguel Ferrer                                   | Євген Сінчуков |
| Яо                          | Harvey Fierstein                                | Володимир Кокотунов |
| Лін                         | Gedde Watanabe (діалоги) Matthew Wilder (співи) | Дмитро Завадський |
| Чієн По                     | Jerry Tondo                                     | Максим Кондратюк (діалоги) Сергій Юрченко (співи)                                                                         |
| Фа Жау                      | Soon-Tek Oh                                     | Євген Шах |
| Фа Лі                       | Freda Foh Shen                                  | невідомо |
| Бабця Фа                    | June Foray (діалоги) Marni Nixon (співи)        | Ірина Дорошенко |
| Чі-Фу                       | James Hong                                      | Олексій Радько |
| Генерал Лі                  | James Shigeta                                   | Михайло Кукуюк |
| Імператор Китаю             | Pat Morita                                      | Юрій Висоцький |
| Сваха                       | Miriam Margolyes                                | Ніна Касторф |
| Верховний пращур            | George Takei                                    | Володимир Задніпровський                                                                                                  |
| Пращури                     | Mary Kay Bergman                                | Наталя Сумська Дмитро Бузинський Олексій Череватенко Сергій Солопай Вікторія Хмельницька Олена Борозенець Роман Солошенко |
| Хор                         | n/a                                             | Сергій Юрченко Євген Анішко Роман Литвинов Вероніка Дорош Тетяна Піроженко Валентина Скорнякова                           |